# Статистическая интерпретация волновой функции
Основные положения статистической интерпретации волновой функции были сформулированы Максом Борном в 1926 году, как только было опубликовано волновое уравнение Шрёдингера. В отличие от интерпретации Шрёдингера, представляющей электрон в атоме в виде волнового пакета, интерпретация Борна рассматривала электрон в атоме как отрицательно заряженную элементарную частицу и сохраняла структуру электрона. Но при этом законы движения электрона в атоме приобретают вероятностный характер, определяемый волновой функцией. В рамках статистической интерпретации волновой функции терялся смысл понятия траектории движения электрона, однако можно было рассматривать вероятность нахождения электрона в определённом элементе пространства, окружающего ядро атома.
М. Борн вспоминал: 

Он (Шрёдингер) рассматривал электрон не как частицу, но как некоторое распределение плотности, которое давалось квадратом его волновой функции |ψ|².
Он считал, что следует полностью отказаться от идеи частиц и квантовых скачков, и никогда не сомневался в правильности этого убеждения. Я, напротив, имел возможность каждодневно убеждаться в плодотворности концепции частиц, наблюдая за блестящими опытами Франка по атомным и молекулярным столкновениям, и был убеждён, что частицы не могут быть упразднены. Следовало найти путь к объединению частиц и волн. Я видел связующее звено в идее вероятности…

Точку зрения М. Борна разделяли А. Зоммерфельд, Н. Бор, В. Гейзенберг, В. Паули. В 1927 году Н. Бор и В. Гейзенберг усовершенствовали вероятностную интерпретацию волновой функции, данную М. Борном, и попытались ответить на ряд вопросов, возникающих вследствие свойственного квантовомеханического корпускулярно-волнового дуализма (копенгагенская интерпретация). В 1927 году В. Гейзенберг, используя вероятностную трактовку квантовой механики, формулирует соотношение неопределённостей. Принцип неопределённости Гейзенберга становится одним из краеугольных камней квантовой механики.
Однако сам автор волнового уравнения продолжал настаивать на волновой природе электрона и продолжал рассматривать электрон в атоме как отрицательно заряженное облако. В июне 1927 года аспиранты Шрёдингера В. Гайтлер и Ф. Лондон решили задачу о природе гомеополярной связи в молекуле водорода. Метод Гайтлера — Лондона получил название теории валентных связей. По этому методу считалось, что электронное облако молекулы усиливается в пространстве между ядрами благодаря интерферометрическому наложению исходных атомных орбиталей, что оказывает притягивающее действие на атомы и приводит к образованию ковалентной связи.
Завязалась острая многолетняя (четверть века) дискуссия — в чём же заключается сущность шрёдингеровских волн? Что именно колеблется в пространстве, окружающем ядро атома водорода? Чем является электрон в атоме — волновым пакетом или элементарной частицей?
Лишь только в 1950 г. Шрёдингер присоединился к вероятностной трактовке сущности волн. Он писал в статье «Что такое элементарная частица»:

Волны, о которых мы говорили, не должны считаться реальными волнами. Верно, что они порождают интерференционные явления, которые в случае света, где они уже давно известны, считались решающим доказательством, устранившим любые сомнения в реальности световых волн. Тем не менее, мы теперь говорим, что все волны, включая световые, лучше рассматривать как «волны вероятности». Они являются лишь математическим построением для вычисления вероятности нахождения частицы…

В 1954 году М. Борн удостоен Нобелевской премии по физике с формулировкой «За фундаментальное исследование в области квантовой механики, особенно за статистическую интерпретацию волновой функции».